# Station Whitley Bridge
Whitley Bridge is een spoorwegstation van National Rail in Eggborough, Selby in Engeland. Het station is eigendom van Network Rail en wordt beheerd door Northern Rail. 